# Christopher Sutton (wielrenner)
Christopher (Chris) Sutton (Caringbah, 10 september 1984) is een Australisch voormalig wielrenner.

## Biografie
Chris Sutton is de zoon van oud-wielrenner Gary Sutton en de neef van oud-wielrenner en voormalig ploegleider van Team Sky Shane Sutton. Zijn voornaamste overwinning haalde hij op 27 februari 2011, toen hij in de sprint Kuurne-Brussel-Kuurne op zijn naam schreef, voor Jawhen Hoetarovitsj, André Greipel en Tyler Farrar.

## Belangrijkste overwinningen
2003
5e etappe Geelong Bay Classic Series
2004
Australisch kampioen Puntenkoers (baan), Elite
2005
Australisch kampioen op de weg, Beloften
Australisch kampioen Ploegkoers (baan), Elite (met Chris Pascoe)
GP Liberazione (U23)
2006
Grote Prijs van Cholet-Pays de Loire
2007
5e etappe Omloop van de Sarthe
1e etappe Ronde van Poitou-Charentes
Châteauroux Classic de l'Indre
2008
Eindklassement Delta Tour Zeeland
2009
2e, 3e, 4e etappe Herald Sun Tour
1e etappe Ronde van Groot-Brittannië
2010
Eindklassement Jayco Bay Cycling Classic
6e etappe Tour Down Under
3e etappe Brixia Tour
Cronulla International Grand Prix
2011
Kuurne-Brussel-Kuurne
2e etappe Ronde van Spanje
2e etappe Circuit Franco-Belge

## Resultaten in voornaamste wedstrijden
| Jaar | Ronde van Italië | Ronde van Frankrijk | Ronde van Spanje |
| ---- | ---------------- | ------------------- | ---------------- |
| 2005 |                  |                     |                  |
| 2007 |                  |                     |                  |
| 2008 | buiten tijd      |                     |                  |
| 2009 |                  |                     |                  |
| 2010 | 133e             |                     |                  |
| 2011 |                  |                     | 163e (1)         |
| 2012 |                  |                     |                  |
| 2013 |                  |                     |                  |
| 2014 | 153e             |                     |                  |

| Jaar | Milaan-San Remo | Gent-Wevelgem | Ronde van Vlaanderen | Parijs-Roubaix | Parijs-Brussel |  | WK op de weg |  | Wereldranglijsten |
| ---- | --------------- | ------------- | -------------------- | -------------- | -------------- |  | ------------ |  | ----------------- |
| 2005 |                 |               |                      |                | 43e            |  |              |  |                   |
| 2007 |                 |               |                      |                | 12e            |  |              |  |                   |
| 2008 | opgave          |               |                      | 67e            |                |  |              |  |                   |
| 2009 | 140e            | 11e           | 107e                 | 95e            |                |  |              |  | 203e (UWK)        |
| 2010 | 99e             |               | 89e                  | 69e            |                |  |              |  | 184e (UWK)        |
| 2011 |                 | 68e           |                      |                |                |  | 72e          |  | 132e (UWT)        |
| 2012 |                 | 131e          | opgave               | buit.tijd      |                |  |              |  |                   |
| 2013 |                 | 67e           |                      |                |                |  |              |  |                   |
| 2014 |                 |               |                      |                |                |  |              |  |                   |

## Ploegen
- 2005-Cofidis (stagiair
- 2006-Cofidis
- 2007-Cofidis
- 2008-Garmin-Chipotle Presented by H30
- 2009-Garmin-Chipotle
- 2010-Team Sky
- 2011-Sky ProCycling
- 2012-Sky ProCycling
- 2013-Sky ProCycling
- 2014-Team Sky
- 2015-Team Sky